# Palmerer de collar
El palmerer de collar (Cichladusa arquata) és una espècie d'ocell de la família dels muscicàpids (Muscicapidae) pròpia de l'Àfrica central i oriental. Es troba a Botswana, Burundi, Kenya, Malawi, Moçambic, l'est de la República Democràtica del Congo, Ruanda, Tanzània, Uganda, Zàmbia i Zimbàbue. Habita les sabanes i matollars. El seu estat de conservació es considera de risc mínim.